# 信楽高原鐵道SKR400形気動車
信楽高原鐵道SKR400形気動車（しがらきこうげんてつどうエスケーアール400がたきどうしゃ）は、2015年（平成27年）に登場した信楽高原鐵道の気動車である。

## 概要
SKR300形SKR301号車を置き換えるため、2015年（平成27年）9月に導入された。信楽高原鐵道の新車導入は、SKR310形SKR312号車が2002年（平成14年）に導入されて以来13年ぶりである。新潟トランシス製NDCシリーズで、信楽高原鐵道では初の18 mクラス車である。製作費用は税込で1億7,280万円とされている。

## 車体

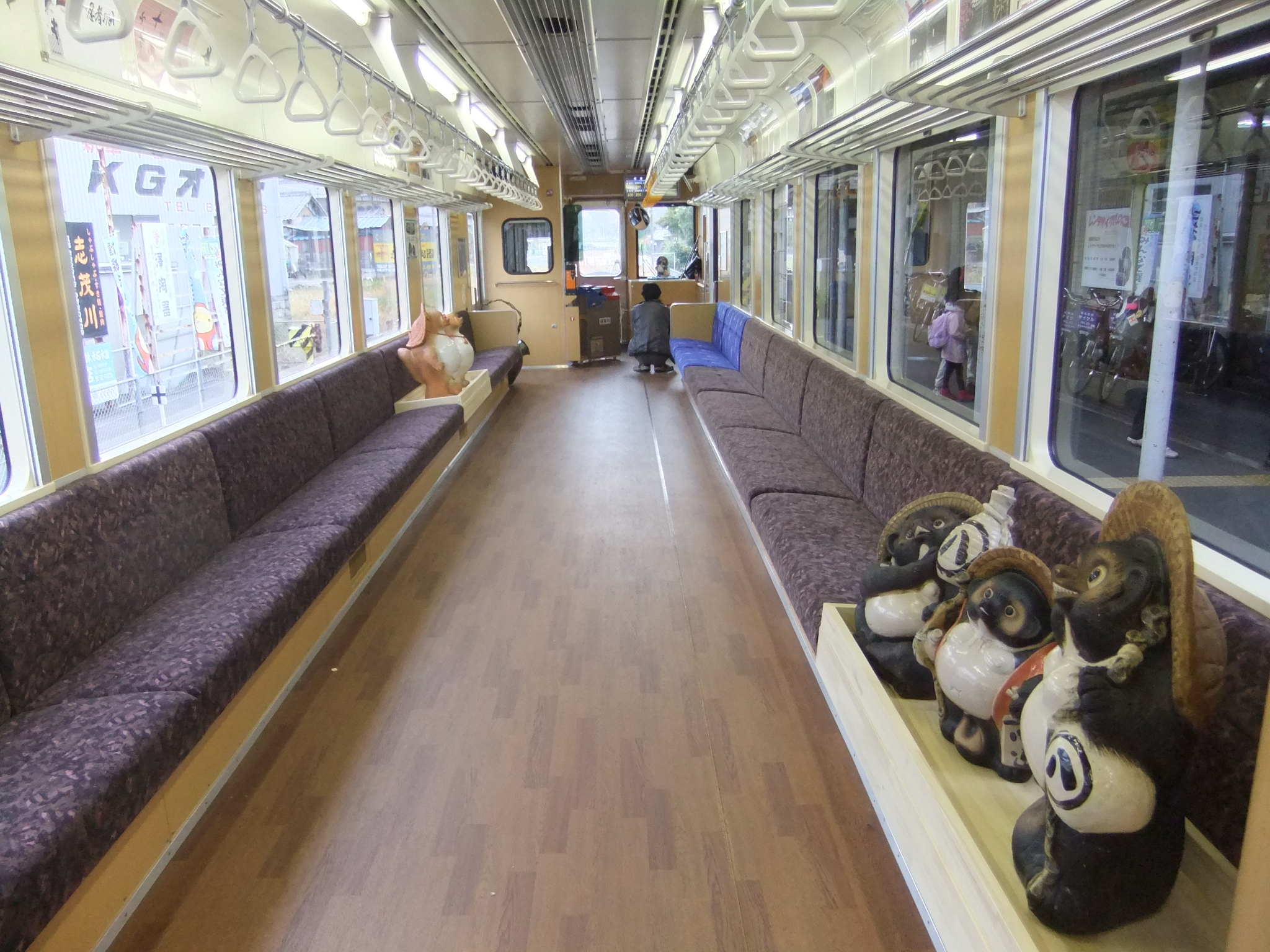
お披露目時に信楽焼の狸が置かれた車内

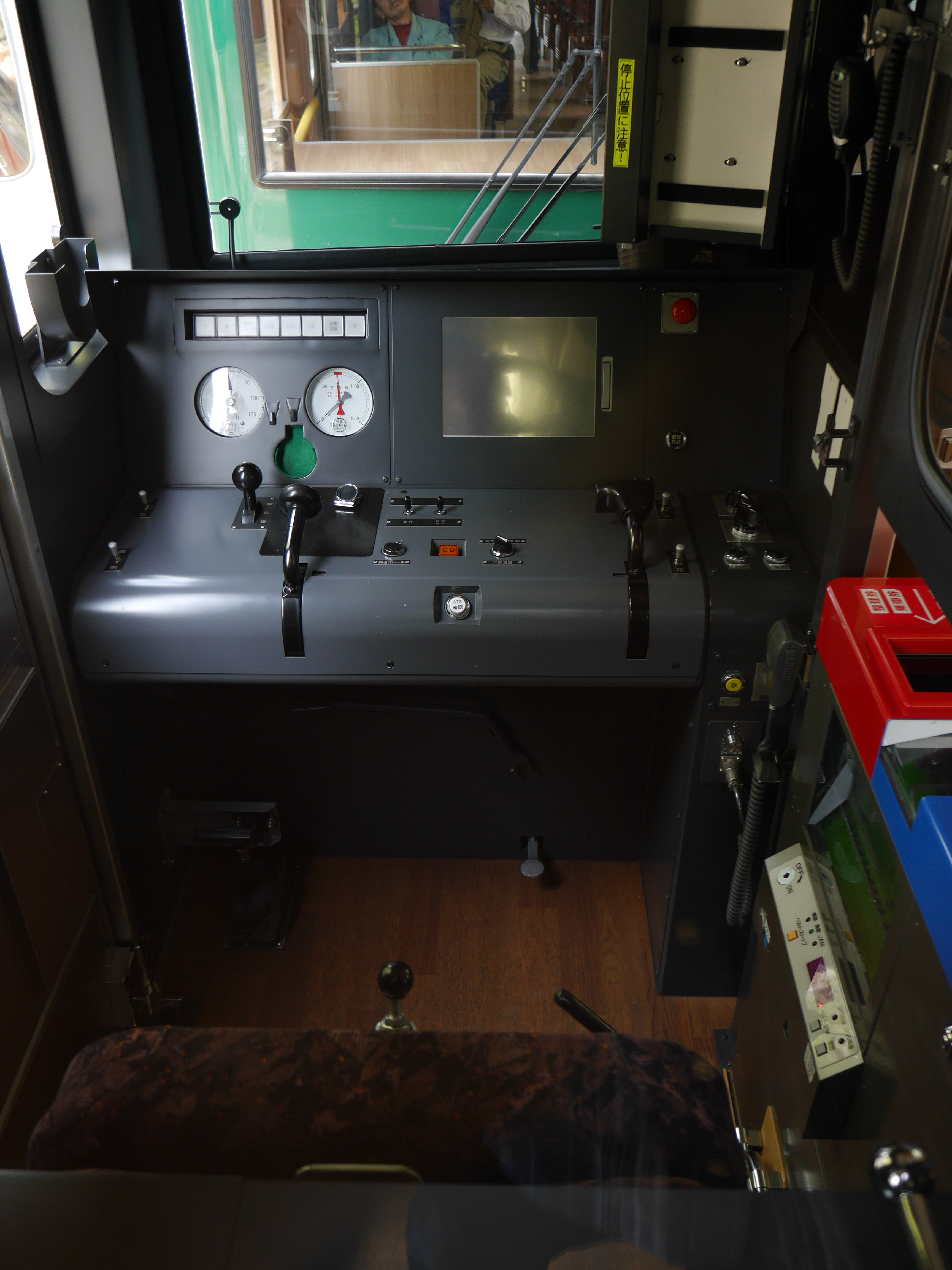
運転席

新潟トランシス製の標準気動車NDCをベースとし、信楽高原鐵道で初めて18 m級の車体が採用された。客用扉は片側2か所、運転室直後に1か所、反対側の小窓一枚を挟んだ車端にもう1か所が設けられ、運転室には乗務員扉も設けられた。扉間には固定窓6組が設置された。戸袋部に窓はない。「"陶都 信楽"の伝統を鉄道により未来へつなぎ、四方を山に囲まれた高原の風景に溶け込むデザイン」をコンセプトとし、塗装色は「信楽焼の温かみのある色味」と「高原の紅葉」をイメージした茶褐色をベースに、金色のラインが3本入れられたが、これの3本のラインには「産・官・民」が一体感をもって鉄道を未来へ守っていくという意味合いがある。
客室はロングシートで、4位側車端部に車椅子スペースが設置され、扉には開閉予告チャイムが設置された。内装は側壁、床ともに木目調のものが使用された。車内には運賃箱や整理券発行機などワンマン運転用の設備が搭載されている。前面にはLED式の行先表示機を備えている。

## 走行装置
エンジンは、 新潟原動機製のDMF13HZディーゼルエンジンを搭載（連続定格出力243 kW / 2,000 rpm）を1基搭載、動力はTACN-33-1608液体変速機を介して台車に伝達される。台車は前位（貴生川方）が2軸駆動の動力台車NF01PD、後位（信楽方）が従台車のNF01PT。その他、砂撒き装置とフランジ塗油器が搭載された。列車情報制御装置 (TICS) が搭載され、全電子制御となったため、SKR500形以外とは併結運転ができない。

## 空調装置
暖房装置はエンジン排熱を利用した温風式である。冷房装置は機関直結式能力18 kWのもの2台が搭載された。

## 車歴表
| 車両番号 | 竣工          |
| -------- | ------------- |
| 401      | 2015年9月19日 |

## 運用
SKR401が2015年（平成27年）10月4日に営業運転を開始。代替としてSKR301が前日の10月3日をもって営業運転を終了、紀州鉄道に譲渡された。ブレーキ方式が変更されたため、在来車とは連結できない。SKR500形の登場後は、SKR500形と連結して運用されることがある。

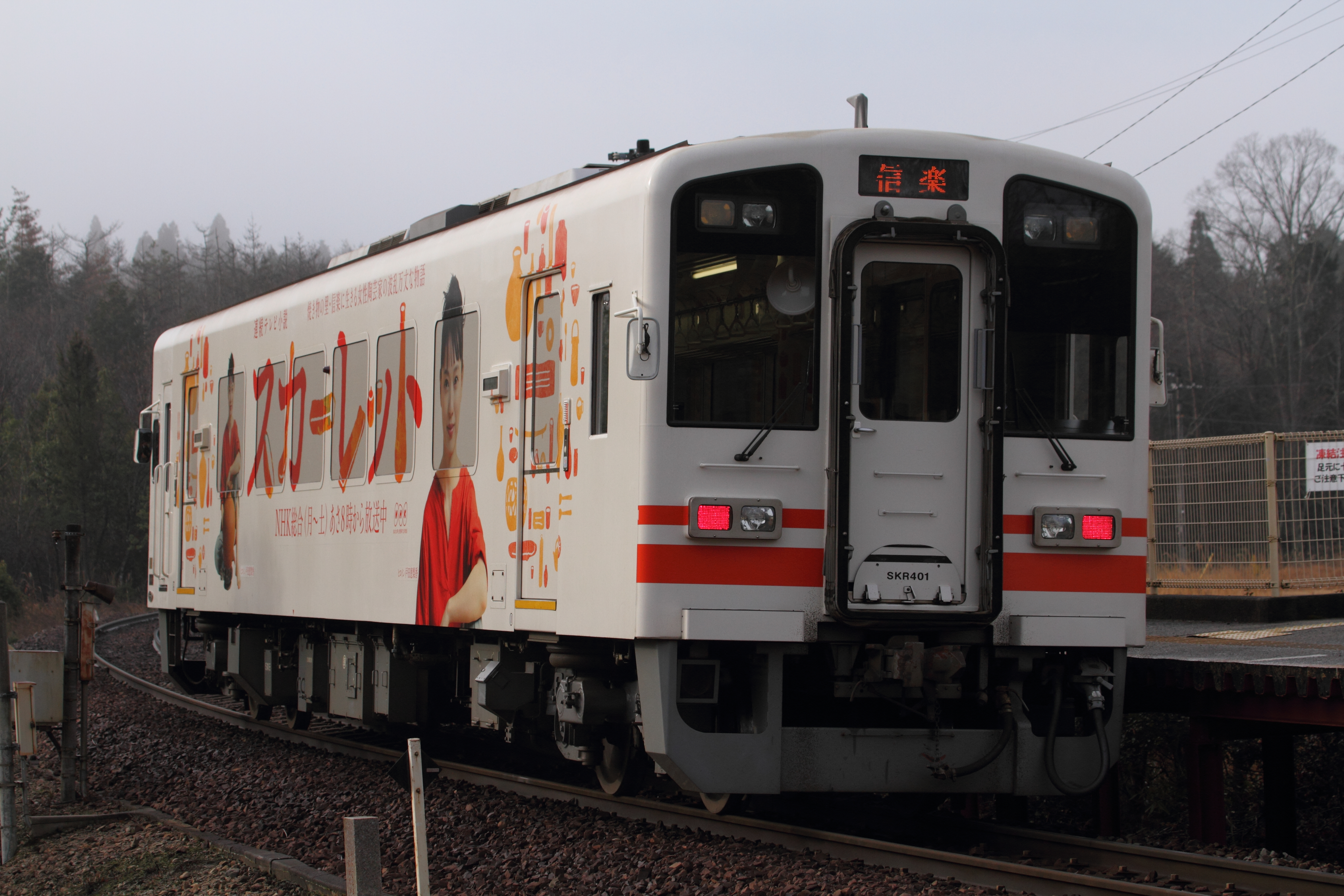
NHK連続テレビ小説「スカーレット」ラッピング

### 雑誌記事
- 『レイルマガジン』通巻387号（2015年12月・ネコ・パブリッシング）
  - 「信楽高原鐵道SKR400形」 pp. 60
  - 「信楽高原鐵道SKR400形 諸元表」 pp. 112

- 『鉄道ファン』通巻656号（2015年12月・交友社）
  - 「信楽高原鐵道SKR400形」 pp. 69

- 『鉄道ピクトリアル』通巻923号「鉄道車両年鑑2016年版」（2016年10月・電気車研究会）
  - 岸上 明彦「2015年度民鉄車両動向」 pp. 93 - 123
  - 「車両データ 2015年度民鉄車両」 pp. 215 - 227

### Web資料
- “資料5/信楽高原鐵道の経営再生にかかる進捗状況等について” (pdf).   滋賀県議会 (2015年10月5日). 2017年3月12日閲覧。
- “信楽高原鉄道SKR501が営業運転を開始”.   railf.jp (2017年2月6日). 2017年3月12日閲覧。